# Exochus suishanus
Exochus suishanus là một loài tò vò trong họ Ichneumonidae.